# Sant Feliu de Savassona
Sant Feliu de Savassona és una església romànica de Tavèrnoles (Osona) inclosa a l'Inventari del Patrimoni Arquitectònic de Catalunya.

## Descripció
Sant Feliu de Savassona està situada en un indret espectacular, sobre una gran roca al centre d'un poblat ibèric. És un edifici format per una sola nau romànica que conserva l'absis rectangular lleugerament trapezoïdal a llevant, d'època preromànica. La nau fa aproximadament 9 x 3 m i és coberta amb volta de canó. Consta de dos portals, l'original al mur de migdia, d'arc de mig punt adovellat, i a ponent hi ha una porta de construcció posterior (segle xvi), amb una estrella salomònica inscrita dins un cercle a la dovella central. Al damunt hi ha un petit òcul i el capcer coronat per un campanar d'espadanya, en el qual s'obren dos grans finestrals d'arc de mig punt que actualment no tenen campanes. És construïda amb pedres sense polir llevat d'alguns carreus dels angles i les obertures. La nau és coberta amb teules i els ràfecs són de lloses de pedra, element que es repeteix en el cobriment de l'absis.
Tombes antropomorfes:
Conjunt de tombes situades sobre el sòl de pedra de l'absis preromànic de l'església de Sant Feliuet.
Per tant, es troben a la part nord-est de l'església i a frec del precipici que cau fins al meandre que en aquell indret forma el riu Ter.
S'hi observen diversos enterraments, n'hi ha tres que estan més ben conservats que els altres. Tenen unes dimensions força reduïdes i l'estat de conservació és mitjà, ja que és un indret molt visitat per excursionistes.
Estan esculpides damunt un gres de color grisós que és el sòl que constitueix el cingle.

## Història
Està situada sobre un turó, enfront de l'antic Castell de Savassona i a frec del precipici que cau fins al meandre del Ter.
L'església es va erigir amb motiu de la repoblació en un indret on hi ha indicis d'una població molt antiga. Aquest lloc comença a prendre una personalitat més acusada des que es desprèn del Castell de Sant Llorenç que abastava un ampli territori. Hi ha poques notícies històriques que facin referència a la capella. La més antiga és de 1037, quan un tal Guifred fa donació d'unes terres dins la parròquia de Sant Pere de Savassona i diversos instruments a la casa de Sant Felio, més tard fou anomenada Sant Felio de Roca segons apareix en un document de l'any 1302 en el que Pere Torrent rector de Savassona destina uns diners al culte de la capella.
Així a partir de l'edificació d'abans del romànic (absis), al segle xi es degué refer la nau a fi de fer-la més sòlida. Al segle xvi es va reformar i s'hi va construir el portal de ponent i el de migdia va quedar temporalment anul·lat.
Més tard ha estat restaurada pel Centre Excursionista de Vic que li ha retornat la fesomia primitiva
Tombes antropomorfes:
Les restes trobades a Savassona testifiquen l'existència d'hàbitats molt remots per aquest indret, aprofitant moltes vegades les guarides naturals que ofereix el paisatge.
Aquestes tombes i l'absis de l'església preromànica, demostren l'existència d'un poblament anterior al segle x. A partir d'aquest segle el lloc de Savassona adquireix una personalitat més acusada, ja que es desprèn de la jurisdicció de Sant Llorenç del Munt i passa a formar part del patrimoni dels vescomtes d'Osona. El poblament del Lloc de Sant Felio, que al s XIII passà a anomenar-se Sant Felio de la Roca, va perdurar, ja que al segle xi es tornà a construir la nau de l'església per a fer-la més sòlida i al segle xvi es reforma fent-hi una porta a ponent. Reforma que ens denota l'existència d'un nucli d'habitants, important donat que molt a prop hi ha l'església de Sant Pere de Tavèrnolers i que si noi fos així, aquella hauria pogut substituir-la.